# Romerolagus diazi
El conejo de los volcanes (Romerolagus diazi), también conocido como  teporingo, zacatuche, tepolito, tepol o burrito, es una especie de mamífero lagomorfo de la familia Leporidae, la única del género monotípico Romerolagus. Es endémico de las montañas del centro de México. Vive en bosques y zacatonales por arriba de los 2800 m. Está en Peligro de Extinción debido principalmente a la pérdida de hábitat y fragmentación.
La palabra zacatuche se deriva del náhuatl y significa "conejo de los zacatonales", de zacatl, zacate, y tochtli, conejo, lo cual concuerda con su hábitat natural de zacatonales o pastos altos. El origen y significado de la palabra teporingo no son tan claros, pero se cree que tiene relación con la palabra tepolito, que significa "el de las rocas", lo cual podría referirse al hábitat de este pequeño conejo.
En cuanto al nombre científico, el género Romerolagus se debe al embajador de México en Washington Matías Romero, en agradecimiento a las facilidades que este otorgó a los colectores estadounidenses E. W. Nelson y E. A. Goldman para trabajar en México. Por otro lado, el nombre específico se adoptó en honor de Agustín Díaz,director de la Comisión Geográfico Exploradora a fines del siglo XIX.0

## Hábitat y distribución
Vive en la parte central del Eje Neovolcánico de México, en los volcanes Pelado, Tláloc, Popocatépetl, e Iztaccíhuatl entre los 2800 y 4200 metros de altura, en pastizales nativos alpinos y subalpinos —conocidos también como zacatonales— donde abundan los bosques abiertos de pinos con una cubierta vegetal densa de pastizales.

## Descripción
Mide alrededor de 30 cm de largo, cola vestigial de unos 20 o 30 mm y orejas de 40 mm, pequeñas en comparación con otros conejos. Su peso medio es de 600 g. Su pelo, corto y uniforme, es de color amarillo y negro, salvo en la superficie dorsal de las patas y algunas zonas de la cara, que son de color ocre, y un triángulo de pelo rubio en la nuca.

## Comportamiento
Si bien es posible encontrarlos activos en el día o la noche, sus horas de máxima actividad se dan por las mañanas y bien entrada la tarde. Es probable que entre las 10 y las 14 horas estén fuera de sus refugios. Viven en madrigueras, escondidas entre la pastizales nativos, en grupos de 2 a 5 individuos. No permiten la entrada de individuos extraños en la conejera y, al igual que las pikas, usan llamadas estridentes y agudas para alertar a los demás miembros de la madriguera de un posible peligro. Las madrigueras pueden llegar a medir 5 metros de largo y alcanzar 40 cm bajo la superficie del suelo. En semi-cautiverio, sin embargo, no usan las madrigueras para parir a sus críos, sino que forman nidos en los pastizales, –observado también en condiciones silvestres. Se mueven habitualmente entre áreas con zacate, aunque salen de dichas áreas en busca de alimento hacia cultivos cercanos.

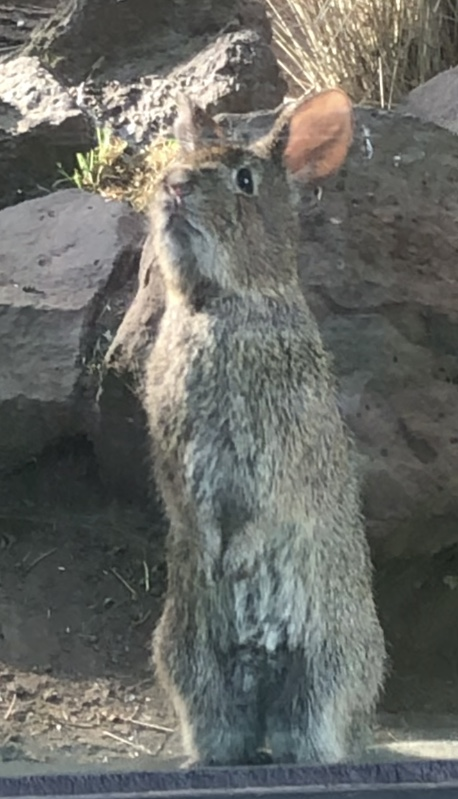
Teporingo en el Zoológico de los coyotes, CDMX, 2023.

Sus principales depredadores son la comadreja, las musarañas, el lince, el coyote, el zorro gris, la víbora de cascabel, el cacomixtle norteño, así como perros y gatos domésticos y el ser humano.

### Reproducción
El conejo zacatuche cría durante todo el año, aunque son más activos sexualmente durante el verano. Los nidos, pequeñas depresiones escondidas en los pastizales y recubiertas con sus pelos y trozos de plantas, solo son construidos de abril a septiembre. El periodo de gestación dura 39 días y pueden tener hasta 3 crías por camada. Los recién nacidos nacen con pelo pero con los ojos cerrados, y no podrán moverse ni alimentarse por sí mismos hasta pasadas 3 semanas, aunque en el nido sólo estarán hasta pasados 14 días.

## Conservación y amenazas
Es una especie endémica mexicana considerada en peligro de extinción por la UICN. Entre las principales causas que ponen en peligro a la especie se encuentra en el avance de la agricultura y la "aforestación" (siembra de árboles donde no corresponden) —aun en áreas protegidas—, mal manejo del fuego y del pastoreo, así como el avance de la urbanización, todo ello causando la fragmentación de su hábitat, de pastizales nativos y por lo tanto continua la disminución de su área de distribución; y el crecimiento de la población humana cercana a su hábitat.

Ya desde 1987 investigaciones realizadas por Hoth, et al., en relación con la distribución del teporingo no encontraron registros de esta especie en el Nevado de Toluca, incluyendo el sitio donde Tikul Álvarez (IPN) colectó un espécimen en 1975 (Nevado de Toluca, 4 km S, 2 km W Raíces, 3350 m s. n. m.; ver Ceballos, et al., 1989 y CONANP, 2018). A pesar de que históricamente no se ha reportado de manera científica la existencia de una colonia permanente en el Nevado de Toluca, recientemente, según la Universidad Autónoma del Estado de México (UAEM), la especie se encuentra extinta en el Nevado de Toluca. No obstante, la Secretaría de Medio Ambiente y Recursos Naturales (SEMARNAT), la Comisión Nacional para el Conocimiento y Uso de la Biodiversidad (CONABIO) y la Comisión Nacional de Áreas Naturales Protegidas (CONANP), ante diversos medios que informaron en septiembre de 2018 que la especie estaba extinta basándose en el informe de la UAEM, señalaron que el teporingo no puede declararse extinto, ya que se requieren más de cincuenta años sin avistamientos para hacerlo formalmente; asimismo, tampoco puede ser declarada extinta en el Nevado de Toluca, puesto que ni siquiera se ha confirmado su presencia en esta zona. Debido a lo anterior, el Libro Rojo de la Unión Internacional para la Conservación de la Naturaleza (UICN, 2019), ya no menciona al Nevado de Toluca como sitio actual ni potencial para la distribución de esta especie.